# Solanum usambarense
Solanum usambarense är en potatisväxtart som beskrevs av Friedrich August Georg Bitter och Carl Lebrecht Udo Dammer. Solanum usambarense ingår i släktet skattor som ingår i familjen potatisväxter. Inga underarter finns listade i Catalogue of Life.